# 도널드 버드

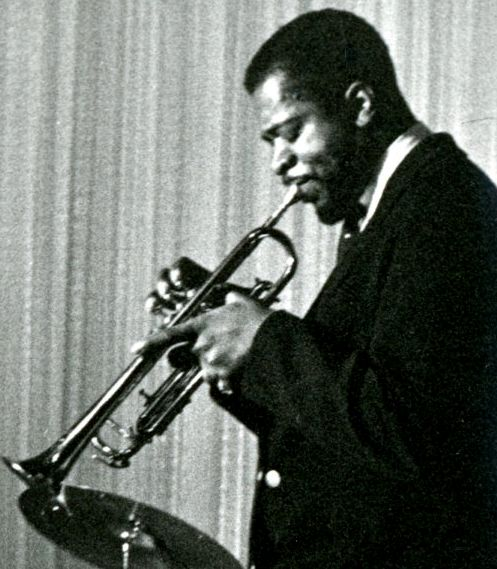

도널드 버드(Donaldson Toussaint L'Ouverture Byrd II, 1932년 - 2013년 2월 12일)는 미국의 재즈, 알엔비, 블루스 트럼펫 연주자이다. 대중음악을 하면서도 소울, 훵크, 비밥 장르를 개척한 것으로 유명하다.

## 음반
- Off to the Races (1958), Blue Note
- Byrd in Hand (1959), Blue Note
- Fuego (1959), Blue Note
- Byrd in Flight (1960), Blue Note
- At the Half Note Cafe (1960), Blue Note